# Agoliinus plutonicus
Agoliinus plutonicus är en skalbaggsart som beskrevs av Henry Clinton Fall 1907. Agoliinus plutonicus ingår i släktet Agoliinus och familjen Aphodiidae. Inga underarter finns listade i Catalogue of Life.